# Провиралкята
Провиралкята е скално светилище, намиращо се в непосредствена близост до язовир Лиляч, край едноименното село, разположено в южните склонове на Конявската планина (община Кюстендил). Предполага се, че култовото място е възникнало още в енеолита, а впоследствие е било наследено като сакрална територия от тракийското племе пеони, където са се провеждали ритуали за плодородие.

## Описание и особености
На около 1 km от селото в местността Манастирище, достъпна по стар черен път, минаващ по стената на язовира и пресичащ хълм, залесен с борова гора, се намира селската църква „Свети Георги“. Сградата на християнския храм е издигната върху праисторическо мегалитно светилище, маркирано с жертвени ямки. Обектът е мащабен, като части от него попадат под земята на околния терен. Този мегалитен комплекс, включващ няколко естествени скални арки, които вероятно са вторично обработени от праисторическите обитатели на района.
Местното население нарича комплекса Провиралкята.
В днешно време мястото се посещава от хора, търсещи лек или „за здраве“. По данни на местни жители самият ритуал на провирането трябва да се извърши преди изгрев слънце, за да има желания ефект. След ритуала участниците в него могат да се смятат за побратими.
- Галерия
- Вторични вкопавания (направени от човешка ръка) при мегалитното светилище
- Провиралото и тунелът в скалите преди него
- Елементи от мегалитния комплекс
- Православният храм „Свети Георги“ и параклисът с иконите на света Богородица

## Предания и легенди
Жителите на село Лиляч, пазят поверието, че „Провиралкята“ е необикновено място, което притежава силна живителна енергия и според преданието Теодора, съпругата на император Юстиниан I е заченала благодарение на ритуала изпълнен под скалата. Вярва се, че ако безплодна жена премине през „Провиралката“, тя бива изцелена и скоро след това може да има деца.
На около 1 m разстояние преди тунелът оформен между две скали, който извежда към т.нар. „провирало“, в естествена плитка пещера е изграден малък параклис с патрон Света Богородица, а непосредствено над него е построена селската църква „Свети Георги Победоносец“. Тук всяка година на Гергьовден местните жители правят курбан за здраве. Ежегодно на традиционния събор на селото, който се провежда на 5 май, в навечерието на храмовия празник, майки идват с децата си при скалите, в знак на благодарност за чудото, което се е случило.
Друга легенда, свързана с мястото, разказва за римски военачалник на име Таврелий, който живеел около днешното село Таваличево. Той и съпругата му били бездетни и много страдали поради този факт. Местните траки му разказали за провиралкята и целителната ѝ сила и ги посъветвали да посетят мястото. Той послушал съвета и след като съпругата му преминала през ритуала и двамата създали поколение.

## Научни изследвания
В района на светилището е реализирано само теренно проучване. Според някои източници специалистите свързват преданието за забременяването на Теодора – съпругата на император Юстиниан I с родното място на владетеля Таврезиум (Tauresium), за което дълго време се е предполагало, че е едно от античните селища до село Таваличево.

## Местоположение и пътеводител
Скалното светилище се намира в близост до язовир Лиляч, в местността „Манастирище“, над малка иглолистна гора. До точното местоположение води черен път, а преходът пеша от язовира трае около 15 минути. Светилището се състои от няколко големи скални блока, като в основата на масива е образуван тесен тунел, основата на който оформя т.нар. „провиралище“. Отворът е висок около 0,3 m, а дължината му е 1,5 m. През този процеп трябва да се провре бездетната жената, за да се сбъдне желанието да добие рожба. Според местните жители, ако човек се вгледа в скалата, ще открие прилика с женско тяло в гръб седнало на камъните, а за земята под него се вярва, че е полирана от успелите да преминат в желанието си да сбъднат мечтата си да добият рожба. В непосредствена близост се разположени два скални олтара, където ясно се отличават улеите, издълбани в камъка. В района е локализиран некропол и скална площадка. Наблизо до светилището се намира и свещен лековит карстов извор, за който се вярва че никога не пресъхва.

## Обредни практики
В повече от изследваните обекти скалните арки (провирала/промушвачки), използвани за ритуално-обредни практики е установено, че се касае за култови съоръжения, посветени на изгряващото слънце, чийто лъчи проникват в арката и попадат на площадката, при която излиза поклонника по време на ритуала, където винаги има следи от култово-ритуалните практики. Според проф. Васил Марков, повечето от тези древни свети места са скални храмове на Слънцето, идентифицирано с мъжкото божество в древна Тракия, с което се слива в края на самоусъвършенстването си тракийския орфически цар. Проникването на слънчевите лъчи в пещеровидните тунели при провиралото край Лиляч, може да се тълкува като символ на утробата на Великата богиня – майка, идентифицирана със скалата и планината, което в научната литература се разглежда като форма на свещен брак. При повечето светилища с елемент включващ скална арка (провирало), този т.нар. „свещен брак“ е бил фиксиран с ритуали съвпадащи с идването на древната нова година, когато е започвало възраждането на природата за нов живот чрез ново зачатие и това да осигури плодородието и изобилието през годината.
Съхранените традиционни практики за лекуване на болести и безплодие при подобни обекти са отглас на силно профанизирани древни култово-магически практики за връщане в пещерата утроба на майката Земя, където умира и се изоставя старата болна същност на човека и той излиза от пещерата оздравял – обновен и възроден за нов живот. Особено показателни са ритуалите, изпълнявани на скалната арка в местността Скрибина край село Крибул. Интересен фолклорен паралел представлява и вярването за камъка – пръстен, разположен между селата Липа и Калнево в Северна Македония, за който местното население от Тиквешко и Радовишко вярват, че има света мощ.
Според данни събрани от местното население на Лиляч, много невести са се „сдобили с рожби“, заради широко известната в района чудотворна мощ на провиралото. Аналогията с връщането в утробата на майката Земя, влизането в съпричастност със свещения брак между Слънцето и Земята, осъществявана на свят ден в древността, за да се продуцира по магически път ново раждане е очевидна. При провиралото край Лиляч тази идея за свещен брак е съхранена в силно профанизиран вид, при това във връзка най-вече с традиционните магически здравоносни практики.